# David James Webb
David James Webb (Londra, 9 aprile 1946) è un ex calciatore e allenatore di calcio inglese, di ruolo difensore.

## Palmarès

### Giocatore

#### Competizioni nazionali
- Coppa d'Inghilterra: 1

Chelsea: 1969-1970

#### Competizioni internazionali
- Coppa delle Coppe: 1

Chelsea: 1970-1971